# Danielle Roger
Danielle Roger, née le 4 juin 1954 à Montréal et morte dans la même ville le 7 juillet 2024 à Montréal, est une écrivaine québécoise.

## Biographie
Danielle Roger est née le 4 juin 1954 près du port de Montréal. Elle détient un baccalauréat en études littéraires et un certificat en création littéraire de l'Université du Québec à Montréal.
Elle a publié six romans et un recueil de poésie, Éclats de verre en vase clos, chez Les Herbes Rouges, un récit d'une : « Noire enfance du malheur, cruelle oppression familiale, victimisation et rêves contrés ». Son roman Le manteau de la femme de l’Est a été traduit en espagnol. Elle a également fait paraitre un recueil de nouvelles chez VLB éditeur et un roman jeunesse chez les Éditions du Raton laveur.
Elle a été rédactrice en chef du magazine Ciel Variable en 1989 . Elle a publié en tant que critique, journaliste et écrivaine dans de nombreuses revues québécoises et françaises dont Moebius, Arcade, Ciel Variable, Trois, XYZ, L'Encrier, XYZ, Lurelu, Livre d'ici, La Vie en rose, Nuit Blanche et Terminus,.
Elle a tenu une chronique littéraire sur les ondes de CIBL-FM entre 1981 à 1986 et de CINQ-FM entre 1986 et 1990 ,.
On dit de son écriture qu'elle est incisive, « parfois très dure. Dépouillée de tout attirail stylistique, elle est sobre, simple et efficace »,.
Danielle Roger meurt le 7 juillet 2024 à l'hôpital Royal Victoria à Montréal,.

## Œuvres

### Poésie
- Éclats de verre en vase clos, Montréal, Les Herbes rouges, 2012, 77 p.  (ISBN 978-2-89419-335-8)

### Romans
- Que ferons-nous de nos corps étrangers?, Montréal, Les Herbes rouges, 1991, 55 p. (ISBN 2894190026)
- Petites fins du monde et autres plaisirs de la vie, Montréal, Les Herbes rouges, 1994, 72 p.  (ISBN 2-89419-047-6)
- Est-ce ainsi que les amoureux vivent?, Montréal, Les Herbes rouges, 1995, 70 p.  (ISBN 2-89419-077-8)
- Lettres de deux chanteuses exotiques, avec Pauline Harvey, Montréal, Herbes rouges, 1995, 126 p.  (ISBN 2-89419-068-9)
- Petites vies privées et autres secrets, Montréal, Les Herbes rouges, 1995, 79 p.  (ISBN 2-89419-074-3)
- Le manteau de la femme de l'Est, Montréal, Les Herbes rouges, 1997, 97 p.  (ISBN 2-89419-124-3)

### Nouvelles
- L'Œil du délire, Montréal, VLB éditeur, 1988, 106 p.  (ISBN 2890053385)

### Littérature jeunesse
- Mes lunettes et moi, illustrations par Anne Michaud, St-Hubert, Éditions du Raton laveur, 1990, 23 p.  (ISBN 2920660144)